# Nikomédiai Szent Julianna
Nikomédiai Szent Julianna (Nikomédia, 286 körül – Nikomédia, 304) szentként tisztelt ókeresztény szűz, vértanú.
A Kis-ázsiai Nikomédiában született pogány családból, és szülei 9 éves korában eljegyezték egy Eviláziosz nevű pogány ifjúval. Amikor Julianna 18 éves lett, az ifjú követelte a házassági ígéret végrehajtását, amelybe az időközben kereszténnyé lett Julianna csak úgy ment bele, ha Eviláziosz is felveszi a kereszténységet. Julianna pogány szülei és az időközben kormányzóvá lett Eviláziosz hiába kérlelték, hogy tekintsen el ettőlː Julianna hajthatatlan maradt. Eviláziosz erre fenyegetésekkel, kínzásokkal árasztotta el, majd megölette Juliannát 304-ben. A keresztény egyház szentként tiszteli a szüzet, és ünnepét február 16-án üli meg.